# Carlotto Vitzthum von Eckstädt
Carlotto Graf Vitzthum von Eckstädt (* 18. Januar 1857 in Oberlichtenau; † 16. Oktober 1914 in Chemnitz) war ein sächsischer Generalleutnant.

## Leben

### Herkunft
Carlotto entstammte der Linie Eckstädt des Adelsgeschlechts von Vitzthum. Die Großeltern väterlicherseits waren Carl Graf von Vitzthum von Eckstädt (* 1767; † 1834) und dessen zweite Ehefrau Elisabeth Freiin von Friesen-Rötha (* 1793; † 1878). Seine Eltern waren die Gutsbesitzerstochter Paula von Götz (* 1825; † 1907) und der königlich sächsische Wirkliche Geheime Rat und Ober-Kammerherr Hermann Vitzthum von Eickstädt (* 1821; † 1892). Sein Bruder Paul (1850–1911) wurde sächsischer General der Infanterie.

### Karriere
Carlotto Vitzthum von Eckstädt besuchte ab Ostern 1866 das Vitzthumsche Gymnasium zu Dresden und trat 1872 in den Kadettenkorps der sächsischen Armee ein und wurde nach langjähriger Erziehung am 16. März 1875 als Fähnrich dem 1. Königlich Sächsischen Leib-Grenadier-Regiment Nr. 100 überwiesen. Er avancierte am 20. Oktober 1876 zum Leutnant. Er wurde die nächsten Jahre unter anderem als Adjutant der III. Kompanie im Regiment verwendet und avancierte am 26. Juli 1883 zum Oberleutnant. Er wurde mit seiner Beförderung unter anderem als Regimentsadjutant eingesetzt und am 7. September 1889 zum Hauptmann und Kompaniechef der 7. Kompanie im Regiment befördert. Unter Beförderung zum Major am 26. März 1899 wurde er als Bataillonskommandeur des I. Bataillons in das Schützen-(Füsilier-)Regiment „Prinz Georg“ (Königlich Sächsisches) Nr. 108 versetzt. 1903 wurde er zum Stabe des 8. Infanterie-Regiment „Prinz Johann Georg“ Nr. 107 abkommandiert und in dieser Eigenschaft am 21. März 1904 zum Oberstleutnant befördert.
Nach Beförderung zum Oberst am 31. Mai 1906 erfolgte seine Ernennung zum Regimentskommandeur des 10. Infanterie-Regiment Nr. 134. Er wurde am 18. Mai 1910 zum Generalmajor befördert, 1911 zum Kommandeur der 3. Infanterie-Brigade Nr. 47 und am 1. Oktober 1912 zum Inspekteur des Landwehr-Inspektionsbezirk Chemnitz ernannt. Anfang 1914 erhielt er den Charakter eines Generalleutnants. Nach Ausbruch des Ersten Weltkrieges wurde Vitzthum von Eckstädt zum Kommandeur der 47.-Infanterie-Brigade ernannt und führte diese an die Westfront. Mit seiner Brigade konnte er am 15. September 1914 einen feindlichen Angriff bei Prosnes erfolgreich abwehren, dabei wurde ihm aber am 16. September in Moronvilliers ein Bein zerschmettert. Er wurde schwer verletzt noch in die Heimat zurücktransportiert und verstarb im Stadtkrankenhaus in Chemnitz. Zwei Tage vor seinem Tod wurde er noch mit dem Ritterkreuz des Militär-St.-Heinrichs-Ordens ausgezeichnet.